# Calvi Risorta
Calvi Risorta är en kommun i provinsen Caserta, i regionen Kampanien i Italien. Kommunen hade 5 324 invånare (2017) och gränsar till kommunerna Francolise, Giano Vetusto, Pignataro Maggiore, Rocchetta e Croce, Sparanise samt Teano.
Staden ligger vid den romerska vägen via Casilina. Calvi Risorta består av tre byar; Petrulo, Visciano och Zuni. I kommunen finns vissa lämningar efter aurunkernas gamla stad Cales.